# Eugenia stephanophylla
Eugenia stephanophylla är en myrtenväxtart som beskrevs av Baker f.. Eugenia stephanophylla ingår i släktet Eugenia och familjen myrtenväxter.
Artens utbredningsområde är Nya Kaledonien. Inga underarter finns listade i Catalogue of Life.